# 1895 en el cinema
Aquest article és una llista d'esdeveniments sobre el cinema que es van produir durant el 1895.

## Esdeveniments
- Febrer–març – Robert W. Paul i Birt Acres munten la primera càmera de cinema de 35 mm al Regne Unit, el Kineopticon. Les seves primeres pel·lícules inclouen Incident at Clovelly Cottage, The Oxford and Cambridge University Boat Race i Rough Sea at Dover.[1]
- A França, els germans Auguste i Louis Lumière, dissenyen i creen una càmera lleugera i portàtil per a pel·lícules en moviment anomenada el Cinématographe. Descobreixen que la seva màquina també es pot utilitzar per projectar imatges a una pantalla gran. Els germans Lumière creen en aquest moment diversos curtmetratges que es consideren fonamentals en la història del cinema.[1]
- 13 de febrer – Auguste i Louis Lumière patenten el Cinematographe, una combinació de càmera de cinema i projector.
- 22 de març – Primera mostra d'imatges en moviment d'Auguste i Louis Lumière (projecció privada).
- 27 de maig – Birt Acres patenta el Kineopticon amb el seu nom.
- Finals de setembre – C. Francis Jenkins i Thomas Armat mostren el seu Phantoscope, un projector d'imatges en moviment, a Atlanta, Geòrgia (EUA) al Cotton States and International Exposition.
- Novembre – A Alemanya, Emil i Max Skladanowsky desenvolupen el seu propi projector de cinema.
- 28 de desembre – Els germans Lumière realitzen la seva primera mostra en públic al Grand Café Boulevard des Capucines de París — aquesta data a vegades es considera el debut de la pel·lícula com a mitjà d'entreteniment.
- 30 de desembre – L'empresa American Mutoscope and Biograph Company fou creada a Nova Jersey pel KMCD Syndicate de William Kennedy Dickson, Henry Marvin, Herman Casler i Elias Koopman.[2]
- Annabelle the Dancer és una sensació en curtmetratges com ara Annabelle Serpentine Dance
- William Kennedy Dickson i la seva germana Antonia publiquen History of the Kinetograph, Kinetoscope, and Kinetophonograph als Estats Units amb un prefaci de Thomas Edison, la primera història del tema.
- Gaumont Pictures fou fundat per l'inventor i enginyer, Léon Gaumont. Woodville Latham i els seus fills desenvolupen el Latham Loop – el concepte de bucles solts de pel·lícula a banda i banda del moviment intermitent per evitar l'estrès del moviment sacsejós. Això es debuta a l'Eidoloscope, que també és el primer format de pantalla ampla (1.85:1).
- Herman Casler de l'American Mutoscope Company, també coneguda com a American Mutoscope and Biograph Company fabrica la càmera Biograph de 68 mm, que es convertirà en el primer format de gran amb èxit de pel·lícula de 68mm (70mm).
- Henri Joly debuta amb el seu format Joly-Normandin de 60 mm.

## Pel·lícules
- Akrobatisches Potpourri

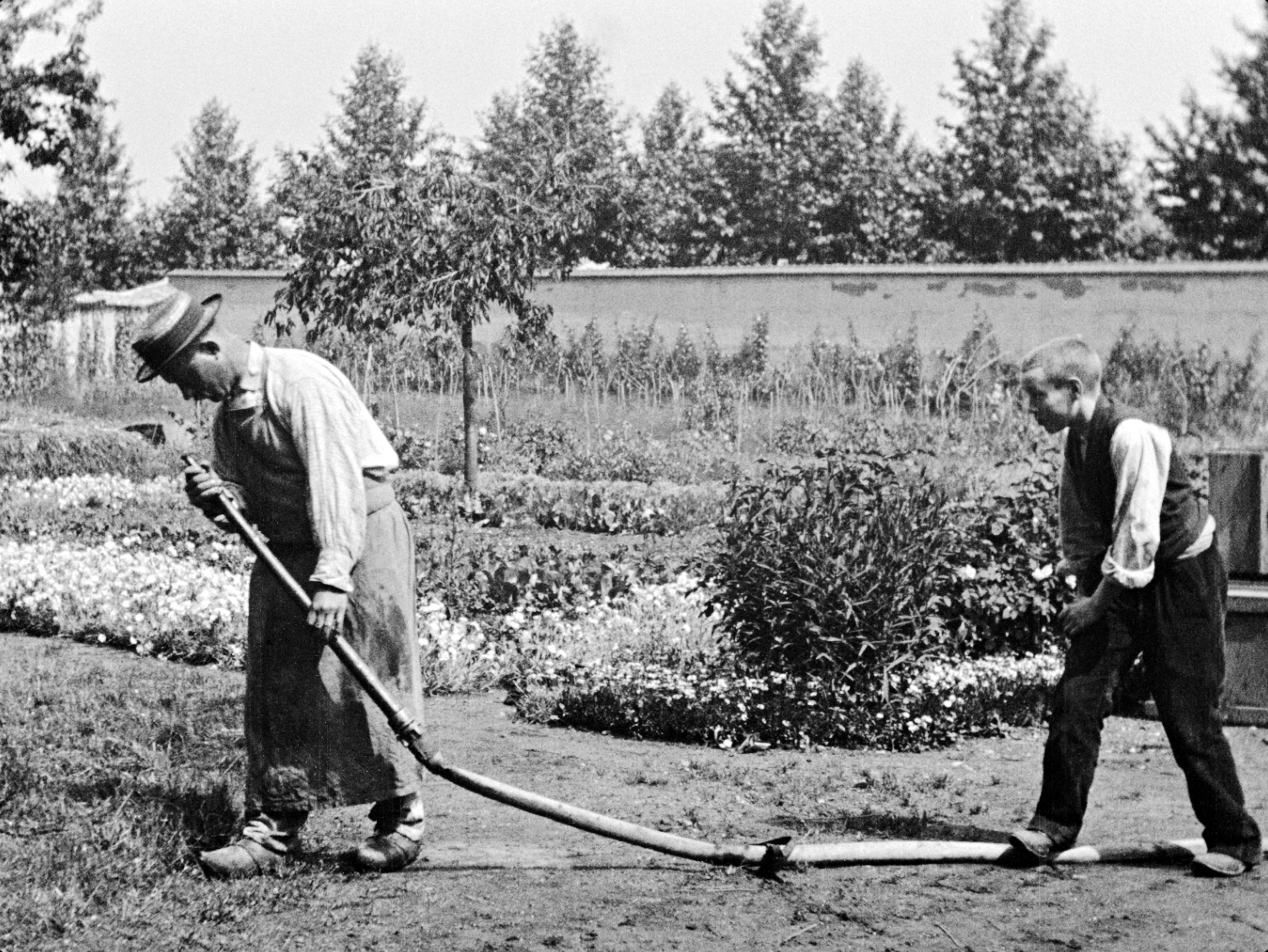
L'Arroseur arrosé (1895) la primera instància coneguda de pel·lícula de comèdia, així com el primer ús per retratar una història fictícia.

- Annabelle Serpentine Dance, dirigida per William Heise, protagonitzada per Annabelle Moore
- The Baby's Meal, dirigida per Louis Lumiere, protagonitzada per Auguste Lumiere, (la seva dona) Marguerite, i (la seva filla) Andrée
- Bauerntanz zweier Kinder
- Billy Edwards and the Unknown a.k.a. Billy Edwards Boxing
- The Blacksmiths, dirigida per Louis Lumiere
- Boat Leaving The Port, dirigida per Louis Lumiere
- Boxing Kangaroo
- Card Party, dirigida per Louis Lumiere
- La Charcuterie mécanique
- Demolition Of A Wall, dirigida per Louis Lumiere i protagonitzada per Auguste Lumiere, l'encarregat ... assenyalant
- The Derby, dirigida per Birt Acres
- The Dickson Experimental Sound Film, dirigida i protagonitzada per William K. L. Dickson al violí. Primera pel·lícula sonora.
- The Execution of Mary Stuart, dirigida per Alfred Clark. Primer efecte especial (efecte d'edició de càmera) al cinema.
- Incident at Clovelly Cottage, gravada per Birt Acres
- Fishing For Goldfish, dirigida per Louis Lumiere, protagonitzada per Auguste Lumiere i la seva filla Andrée
- Opening of the Kiel Canal
- The Oxford and Cambridge University Boat Race
- Cordeliers' Square in Lyons, dirigida per Louis Lumiere
- Photograph, dirigida per Louis Lumiere
- The Photographical Congress Arrives in Lyon, dirigida per Louis Lumiere
- Princess Ali a.k.a. Egyptian Dance
- Rough Sea at Dover, dirigida per Birt Acres
- Le Saut à la couverture
- Serpentinen Tanz
- The Sprinkler Sprinkled, dirigida per Louis Lumiere. Possiblement la primera pel·lícula de comèdia a l'aire lliure.
- Swimming In The Sea, dirigida per Louis Lumiere
- Transformation By Hats, Comic View, dirigida per Louis Lumiere
- La Voltige
- Das Wintergartenprogramm, dirigida per Max Skladanowsky
- Workers Leaving the Lumière Factory, dirigida per Louis Lumiere

## Naixements
- 5 de gener – A. Edward Sutherland actor i director estatunidenc (d. 1974)Rodolfo ValentinoBuster Keaton

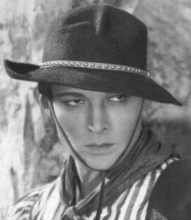
Rodolfo Valentino

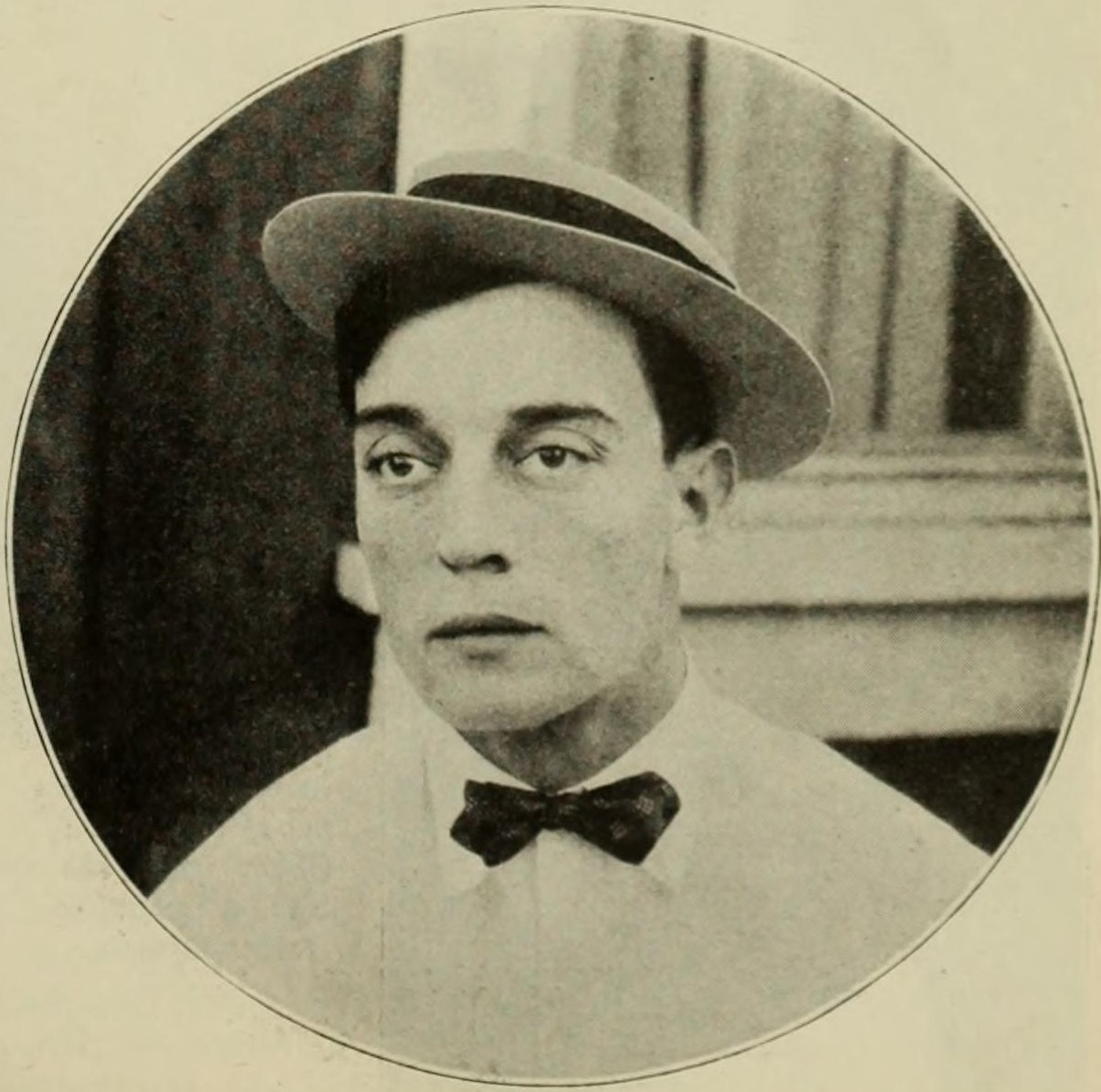
Buster Keaton

- 7 de febrer – Anita Stewart, actriu i productora estatunidenca (d. 1961)
- 25 de febrer – Einar Axelsson, actor suec (d. 1971)
- 11 de març – Shemp Howard, actor estatunidenc (d. 1955)
- 25 de març – Valéry Inkijinoff, actor francès d'origen russoburiat (d. 1973)
- 27 de març – Betty Schade, actriu estatunidenca d'origen alemany (d. 1982)
- 7 d'abril – Margarete Schön, actriu alemanya (d. 1985)
- 6 de maig – Rudolph Valentino, actor italià (d. 1926)
- 10 de juny – Hattie McDaniel, actriu estatunidenca (d. 1952)
- 17 de juny – Louise Fazenda, actriu estatunidenca (d. 1962)
- 24 de juny – Jack Dempsey, boxejador i actor estatunidenc (d. 1983)
- 25 de juliol – Ingeborg Spangsfeldt, actriu danesa (d. 1968)
- 26 de juliol – Gracie Allen, actriu estatunidenca (d. 1964)
- 13 d'agost – Sam Taylor, director, guionista i productor estatunidenc (d. 1958)
- 11 de setembre – Uno Henning, actor suec (d. 1970)
- 22 de setembre – Paul Muni, actor de cinema i d'escena estatunidenc d'origen austríac (d. 1967)
- 4 d'octubre – Buster Keaton, actor i director estatunidenc (d. 1966)
- 21 d'octubre – Edna Purviance, actriu estatunidenca (d. 1958)
- 14 de novembre – Louise Huff, actriu estatunidenca (d. 1973)
- 3 de desembre – Tadeusz Olsza, actor polonès (d. 1975)